# Humboldt-Gymnasium Potsdam
Das Humboldt-Gymnasium Potsdam ist ein Gymnasium in Potsdam und Gewinner des Deutschen Schulpreises 2016. Die Schule wurde im Jahr 1822 als „Königliche Handwerksschule“ gegründet, wechselte dann oft die Schulform und wurde schließlich 1991 zum Humboldt-Gymnasium Potsdam.

## Profil
Die Schule setzt auf ein breites Profil ohne frühzeitige Spezialisierung. Das Schulklima soll die Persönlichkeitsentwicklung und positives Leistungsverhalten fördern. Dabei wird auf individuelle Förderung gesetzt, die zum Beispiel in Form von Lernberatungsgesprächen und Drehtürmodellen stattfindet.
Die Schule verfolgt das Motto „Stärken stärken und Schwächen schwächen“.

## Geschichte
1822 wurde als Vorläufer der Schule die „Königliche Handwerksschule“ im damaligen Civil-Waisenhaus eröffnet. Da die Schule schnell wuchs, bekam sie 1853 als „Königlichen Provinzial-Gewerbeschule“ ein eigenes Gebäude Am Kanal 62.
Eine Umwandlung zur Oberrealschule erfolgte 1882. Diesen Titel behielt die Schule, abgesehen von einer zwischenzeitlichen Abstufung zur Realschule, bis 1937. Dann wurde sie zur „1. Städtischen Oberschule für Jungen“  und nach dem Krieg letztendlich zur „Oberschule“.
Die Benennung der Schule als „Humboldt-Schule“ erfolgte 1947.
1954 zog die Schule in ihr aktuelles Gebäude (das Haus Marie) und 1959 wurde die Humboldt-Schule zur EOS 1.
Nach der Deutschen Wiedervereinigung wurde die Schule durch zwei neue Gebäude erweitert: das Haus Alexander (1998) und das Haus Wilhelm (2015/16). Die Sanierung des Hauses Marie wurde 2016/17 fertiggestellt.

## Campus
Die Schule besteht aus drei Gebäuden:
- Haus Marie/Altbau (benannt nach Marie-Elisabeth von Humboldt, Schulgebäude seit 1954, renoviert 2016/17)
- Haus Alexander/Anbau (benannt nach Alexander von Humboldt, Schulgebäude seit 1998)
- Haus Wilhelm/Neubau (benannt nach Wilhelm von Humboldt, Schulgebäude seit 2015)

Das Haus Marie steht unter Denkmalschutz (Liste der Baudenkmale in Potsdam/H).

## Auszeichnungen
Das Humboldt-Gymnasium erhielt 2016 den Deutschen Schulpreis. Außerdem schneiden die Schüler des Humboldt-Gymnasiums regelmäßig bei landes- und bundesweiten Wettbewerben sehr gut ab.

## Kontroversen
- Im November 2018 wurde bei Schülern des Humboldt-Gymnasiums Cannabis gefunden.[6]
- 2019 sorgte die Versetzung des unter den Schülern sehr beliebten Hausmeisters für einige Konflikte zwischen der Schule und dem Kommunalen Immobilien Service der Stadt Potsdam.[7]

## Berühmte Absolventen
- Otto Lilienthal (1848–1896, Abitur 1866), Luftfahrtpionier
- Peter Huchel (1903–1981, Abitur 1923), Lyriker und Redakteur
- Marion Gräfin Dönhoff (1909–2002, Abitur 1929), Chefredakteurin und Mitherausgeberin der deutschen Wochenzeitung Die Zeit
- Jürgen Hentsch (1936–2011, Abitur 1954), Schauspieler
- Gretel Schulze (1948–2019, Abitur 1967), Kabarettistin und Regisseurin
- Alexandra Hildebrandt (geb. 1970, Abitur 1989), Publizistin, Wirtschaftspsychologin und Nachhaltigkeitsexpertin
- Anna Sophie Kümpel (Abitur 2008), Kommunikationswissenschaftlerin